# Kronach (Weißer Main)
Die Kronach ([ˈkʁoːnax] ) ist ein gut 14 km langer linker und südöstlicher Zufluss des Weißen Mains im oberfränkischen Landkreis Bayreuth.

## Name
Der Name besteht aus dem Grundwort -aha für 'Fließgewässer' und dem althochdeutschen Wort krano für 'Kranich'. Vergleiche hierzu die Ersterwähnung des Orts Goldkronach als Kranach (1317).

## Geographie

### Verlauf
Die Kronach entspringt mit etlichen Quellbächen im Waldgebiet des bis zum 31. Dezember 2018 gemeindefreien Goldkronacher Forsts, etwa 3 km westlich von Warmensteinach. Die höchste Quelle liegt auf einer Höhe von ungefähr 830 m ü. NHN am Hohberg-Nordhang nahe dem Dreihirtenstein.

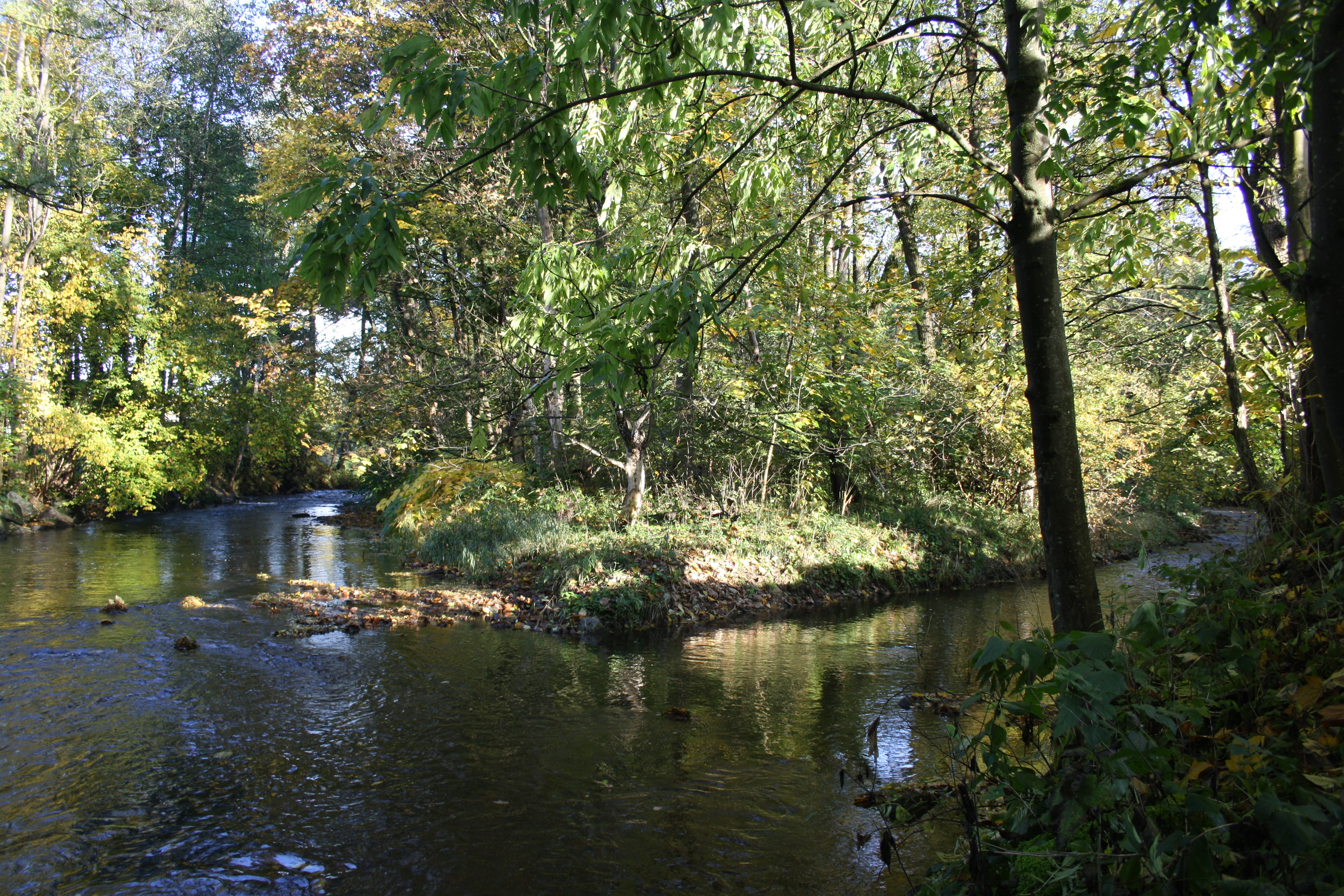
Mündung der Kronach (von rechts) in den Weißen Main

Die Kronach fließt in west- bis nordwestlicher Richtung, wechselt bald aus dem Gemeindegebiet von Warmensteinach über ins Stadtgebiet von Goldkronach und fließt dort durch die Ortschaften Sickenreuth und Goldkronach, wonach nurmehr sporadisch kleine Waldstücke am ansonsten in offener Landschaft flacher dahinziehenden Bach liegen, sie passiert noch das Dorf Kottersreuth der Stadt. 
Danach zieht die Kronach nahe und dann auf der Grenze zwischen der Gemeinde Bindlach links- und der Stadt Bad Berneck rechtsseits, dort liegt der Bindlacher Einzelhof Friedrichshof dem Bernecker Dorf Neudorf gegenüber.
Nach einem kurzen Stück auf Bernecker Gemarkung und einem etwas längeren wieder als Grenzbach tritt die Kronach aufs Gebiet der Gemeinde Himmelkron über, wo sie den Kunigundenhof und den Weiler Kieselhof passiert. Am folgenden, diesmal links liegenden Dorf Kremitz mündet sie aus dem Südosten kommend auf einer Höhe von etwa 345 m ü. NHN von links in den aus dem Osten heranziehenden Weißen Main.
Der 14,3 km lange Lauf der Kronach endet ungefähr 485 Höhenmeter unterhalb ihrer Quelle, sie hat somit ein mittleres Sohlgefälle von circa 34 ‰.

### Zuflüsse
- Kornbach, von links auf 502 m ü. NHN in Goldkronach-Sickenreuth, 1,7 km und ca. 1,3 km².
- Saulochbach, von links auf 394 m ü. NHN östlich zwischen Goldkronach und Goldkronach-Kottersreuth, 4,5 km und 6,6 km².
- Kuhbach, von links auf 382 m ü. NHN nach Kottersreuth auf der Gemeindegrenze zu Bindlach, 4,1 km und 9,9 km².
- Langelohbach, von links auf 374 m ü. NHN vor dem Bindlacher Friedrichshof, 1,8 km und ca. 1,0 km².
- Benkerbach, von links auf 363 m ü. NHN nordwestlich nach dem Friedrichshof, 2,3 km und ca. 2,7 km².
- Weiherbach, von rechts auf 361 m ü. NHN nordwestlich unterhalb von Bad Berneck-Neudorf, 3,2 km und ca. 4,6 km².
- Zitteltalbach, von links auf 356 m ü. NHN nördlich von Bad Berneck-Doebitsch und östlich des Eichelberges, 2,0 km und ca. 2,1 km².

### Flusssystem Weißer Main
- Fließgewässer im Flusssystem Weißer Main

## Renaturierung
Im Jahr 2022 wurde der Saulochbach, ein Zufluss der Kronach, unterhalb von Nemmersdorf saniert und ökologisch aufgewertet. 2025 soll ein Abschnitt der Kronach zwischen Goldkronach und Kottersreuth inklusive des Mündungsbereiches des Saulochbaches renaturiert werden.